# In the Morning (Jennifer Lopez)
In the Morning è un singolo della cantante statunitense Jennifer Lopez, pubblicato il 27 novembre 2020.

## Video musicale
Il videoclip del brano, diretto da Jora Frantzis, è stato pubblicato in esclusiva sul canale Triller di Jennifer Lopez il 13 gennaio 2021, e sul canale YouTube della cantante il 15 gennaio 2021. Nello spiegare l'interpretazione del video, dove appare in alcune scene di nudo artistico e nelle vesti di un angelo e di una sirena, Jennifer Lopez ha dichiarato:

## Promozione
Il brano è stato eseguito per la prima volta da Jennifer Lopez il 31 dicembre 2020 nel corso del tradizionale programma televisivo di capodanno della ABC Dick Clark's New Year's Rockin' Eve with Ryan Seacrest, in diretta da Times Square a New York.

## Tracce
Testi di Jennifer Lopez, Johnny Simpson, Jackson Foote, Daniel Rondón, James Abrahart, Jeremy Dussolliet, Patrick Ingunza, Tim Sommers, musiche di Johnny Simpson, Jackson Foote.
1. In the Morning – 2:47